# Konstantinos Negris

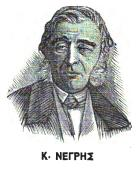
K. Negris

Konstantinos Negris (* 1804 in Konstantinopel; † 1880 in Athen; griechisch Κωνσταντίνος Νέγρης) war Schriftsteller, Mathematiker, Physiker und Professor. Er kämpfte im Griechischen Unabhängigkeitskrieg. Konstantinos war ein Mitglied der prominenten Phanariotenfamilie Negris. Er war einer der ersten Professoren an der neu gegründeten Universität Athen und führte die Werke von Legendre und Hachette in die griechische Bildung ein. Außerdem war er einer der ersten Professoren, die im Ausland studierten. Infolgedessen setzten griechische Studenten ihr Studium in Frankreich und Deutschland fort. Er engagierte sich persönlich für die Ausbildung des griechischen Mathematikers Ioannis Papadakis. Sowohl Papadakis als auch Negris beeinflussten den Bildungsweg von Nikolaos Ch. Nikolaidis und Cyparissos Stephanos. Konstantinos Söhne waren Theodoros Negris und Fokion Negris.

## Leben
Konstantinos wurde um 1804 in Konstantinopel geboren. Sein Vater war Ioannis Negris und seine Mutter war Katerina Manou. Die Familie stammte ursprünglich aus Konstantinopel. Sie spielten eine wichtige Rolle bei der Unabhängigkeit Griechenlands. Sie waren Phanarioten. Er heiratete Smaragda Spiropoulou. Fokion war Mineraloge und Finanzminister. Sein zweiter Sohn Theodoros wurde ein bedeutender Mathematiker. Konstantinos schloss seine Grundausbildung in Chios ab. Er studierte bei Neophytos Vambas. Zu Beginn der Griechischen Revolution reiste der junge siebzehnjährige Konstantinos mit seiner Familie nach Griechenland und nahm am Griechischen Unabhängigkeitskrieg teil. Er hat in vielen Schlachten gekämpft. Er wurde von den Osmanen gefangen genommen. Glücklicherweise wurde er aufgrund seines hohen Ranges in Konstantinopel freigelassen. Alexandros Mavrokordatos bestand auf die Fortsetzung seiner Ausbildung. Er schickte ihn zur Hochschulausbildung nach Paris, Frankreich. Konstantinos besuchte die renommierte französische Universität École Polytechnique. Er studierte Mathematik und Physik. Etwa zur gleichen Zeit besuchte auch der griechische Physiker Dimitrios Stroumpos die Schule. Konstantinos wurde mit den Werken von Gaspard Monge, Adrien-Marie Legendre und Jean Nicolas Pierre Hachette beschäftigt.
Konstantinos Cousin Alexander Negris reiste in die Vereinigten Staaten. Er lehrte in Harvard. Er war 1828 der erste Dozent für Neugriechisch an der Harvard University. Er veröffentlichte auch die erste Grammatik der neugriechischen Sprache in den Vereinigten Staaten. Konstantinos kehrte Mitte der 1830er Jahre nach Griechenland zurück. Er wurde einer der ersten Professoren an der Universität Athen. Er unterrichtete Physik und Mathematik. In seinem handschriftlichen Brief an den Bildungsminister vom 21. Juli 1836 schlug er vor, darstellende Geometrie zu unterrichten. Er verwendete fünf Bücher von Legendre. Legendres Elemente der Geometrie, Legendres geradlinige Trigonometrie, die allgemeinen Eigenschaften von Zahlen, Algebra und Hachettes darstellende Geometrie. Er lehrte auch Differential- und Integralrechnung. Seine Vorlesungen zur darstellenden Geometrie konzentrierten sich auf die Schnittpunkte von Flächen zweiten Grades und dreidimensionaler analytischer Geometrie. Er lehrte den Binomischen Lehrsatz. Die angewandte Mathematik, die im frühen griechischen Bildungswesen gelehrt wurde, wurde im Bauingenieurwesen, in der Astronomie, Mechanik, Architektur, Festungsbau und Navigation eingesetzt. Er unterstützte den griechischen Mathematiker Ioannis Papadakis bei seinem Studium im Ausland. In der neu errichteten Monarchie herrschte große politische Unsicherheit.
Im September des Jahres 1843 war das Volk unzufrieden mit dem ausländischen Monarchen, der zur Führung der neuen Nation gewählt worden war. Sie führten einen Aufstand an, der als Revolution des 3. September 1843 bezeichnet wurde. Das Volk erlangte eine konstitutionelle Monarchie. Jeder ausländische Professor wurde zugunsten griechischer Professoren von der Universität verwiesen. Konstantinos, Xaver Landerer, Karl Nikolas Fraas, Friedrich Zentner, Charles Laurent, Christian Hansen und Theophil Hansen wurden alle ausgewiesen. Innerhalb eines Jahres wurde der Großteil der Lehrkräfte wieder eingestellt. Konstantinos wurde innerhalb weniger Monate wieder eingestellt. Er beendete seine Lehrtätigkeit im Jahr 1845 und unterstützte den neu gegründeten griechischen Staat weiterhin diplomatisch. Er bereiste die ganze Welt. Ab 1848 beteiligte sich Konstantinos an der Debatte zur griechischen Währungskrise. Er setzte sich aktiv für die Verringerung des Obdachlosenproblems in Athen ein. In den 1860er Jahren gründete die Athener Bourgeoisie, darunter auch Konstantinos, die „Barmherzige Gesellschaft von Athen“ (Ελεήμονα Εταιρεία Αθηνών). Er war der Vizepräsident. Er nahm als Unabhängiger an den griechischen Wahlen von 1869 teil. Er war ein Gegner der Bewegung für das allgemeine Wahlrecht der 1860er Jahre. Er unterstützte eine moderate Modernisierung.